# Сениця Володимир Андрійович
Володимир Андрійович Сениця (нар. 26 квітня 1997, Калуш, Україна) — український футболіст, центральний захисник.

## Життєпис
Володимир Сениця народився 26 квітня 1997 року. У ДЮФЛУ до 2014 року виступав за львівське ЛДУФК. У 2014 році підписав свій перший професіональний контракт зі львів'янами, і тривалий час виступав у складі молодіжних команд U-19 та U-21. Загалом у молодіжних командах «Карпат» відіграв майже 100 поєдинків та відзначився 1 голом.
18 листопада 2017 року в матчі проти «Маріуполя» Сениця дебютував в Прем'єр-лізі України. Втім закріпитись у складі рідної команди Володимир не зумів, зігравши до кінця сезону ще лише одну гру в чемпіонаті.
Влітку 2018 року залишив «Карпати» та перебрався до складу польського «Балтика» з Кошаліна, який виступав у четвертому дивізіоні місцевого футболу. Загалом у складі «балтійців» провів дев'ять поєдинків. Далі Сениця виступав за рідний «Калуш», у футболці якого провів 23 матчі в Другій лізі.
У червні 2020 року через проблеми з фінансуванням і невизначеність з наступним сезоном «Калуш» надав гравцям статус вільних агентів і Сениця у статусі вільного агента перейшов у «Інгулець». Втім зігравши лише один матч за клуб у Першій лізі, ще до закриття трансферного вікна у вересні того ж року захисник перейшов до друголігового «Епіцентра».